# Vincent Volckaert
Vincent Volckaert (Ixelles, 25 février 1872 - Bruxelles, 12 février 1939), est un homme politique et journaliste belge, membre du POB.
Fils d’Auguste, ouvrier-peintre flamand originaire de Vlierzele et de Marie Malcorps, wallonne originaire de Nethen, Vincent Volckaert né à Ixelles en 1872. Peintre comme son père, il rejoint le mouvement socialiste dès son plus jeune âge et devient l’un des principaux dirigeants des Jeunes Gardes Socialistes de la fédération bruxelloise du POB. Cet engagement se retrouve même au niveau familial, il épouse à Bruxelles en 1896 Victorine Wauters fille de Florimond Wauters (1848-1913), militant syndical bruxellois qui sera l’un des premiers « propagandistes » de la Commission syndicale du POB établie en 1898.
Dès 1896, Volckaert est l’éditeur du mensuel « L'Avant-Garde : organe des étudiants et des Jeunes Gardes Socialistes ». Il se dépensa sans compter, tant en français qu’en flamand, dans la propagande anti-militariste du parti. En avril 1902, il prend part aux manifestations et incidents qui émaillèrent à Bruxelles la grève générale pour le suffrage universel, un mandat d’arrêt est lancé à son égard pour son rôle de meneur. Le tribunal correctionnel de Bruxelles le condamne en juillet 1902 à 21 mois de prison ferme pour « rébellion et jets d’objets », cette condamnation sera portée en appel à 30 mois, Volckaert s’étant réfugié à Paris, celle-ci fut prononcée par contumace. 
Vincent Volckaert est en 1904 Secrétaire de la « Fédération internationale des jeunesses socialistes» et est actif au sein de la 22e section de la fédération de la Seine de la SFIO.  Rentré à Bruxelles probablement vers  1908, il devient l’un des dirigeants de la Fédération bruxelloise des Ouvriers Peintres, il représente la Fédération nationale au sein de la Commission syndicale du  POB. Il est alors l’un des rares non-parlementaires à siéger au bureau du conseil général de son parti. 
En 1914, Vincent Volckaert fonde et dirige l’une des premières agences de tourisme de Bruxelles dénommé « Voyages Vincent » dont il reprendra la direction à la fin de la grande guerre. Durant celle-ci, réfugié en France, il est envoyé fin 1914 par le gouvernement belge aux États-Unis pour y plaider la cause de la Belgique envahie auprès de la classe ouvrière américaine. En 1915, il est de retour à Paris où il reprend ses activités syndicales, il deviendra secrétaire du Syndicat Général des Travailleurs Belges résidant en France, organisation qui essaie, avec l’aide des syndicats français, d’affilier et de défendre les droits des dizaines de milliers d’ouvriers belges réfugiés et travaillant en France. 
À partir de janvier 1918, Vincent Volckaert est administrateur et contributeur sous la direction politique de Louis de Brouckère de l’hebdomadaire « Le droit des Peuples, organe d’action socialiste nationale et internationale et de défense des réfugiés lorrains, alsaciens, belges, français » successeur de « l’Action Socialiste nationale et internationale » fondé en  septembre 1916 par les « majoritaires » de la SFIO. 
Rentré en Belgique à la fin de la guerre, il devient sénateur en avril 1920, seul candidat il est élu au siège additionnel venant d’être attribué à l’arrondissement de Mons-Soignies. Il fut questeur du sénat à partir de 1925 et présida la Commission des Colonies pendant de nombreuses années. 
Il décède en février 1939.